# Falls Road
Falls Road (del gaèlic irlandès túath na bhFál) és la carretera o via principal que travessa l'oest de Belfast, a Irlanda del Nord, des del carrer Divis, al centre de la ciutat, fins al suburbi d'Andersonstown. Dins la ciutat, és una zona de majoria irlandesa catòlica i republicana. Els murals polítics de Falls Road són el testimoni que, desde finals dels anys 60, la zona va ser un dels escenaris més dramàtics dels Troubles, el conflicte que va enfrontar els republicans irlandesos amb els unionistes i l'Exèrcit britànic, que va estar-hi desplegat fins a l'any 2005.

## Lower Falls

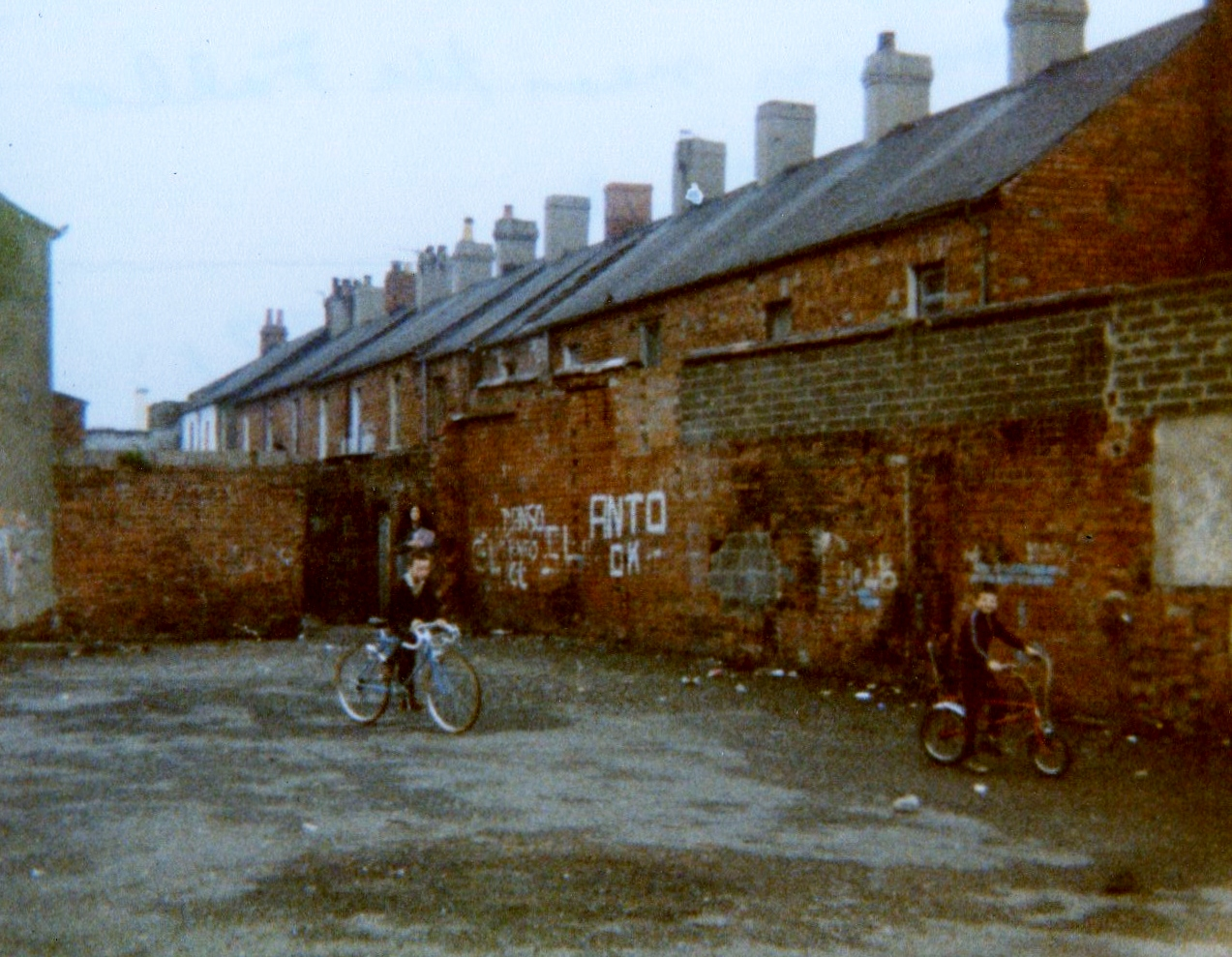
Nens jugant a Falls Road, el 1981

Aquest tram de la via s'estén des de Millfield, prop del centre de la ciutat, fins a la cruïlla de Grosvenor Road amb Springfield Road. La part inferior pren el nom de carrer Divis, ja que formalment Falls Road comença a la cruïlla amb el carrer Northumberland i el carrer Albert. Aquesta zona va ser considerada el cor de Falls Road, i inicialment estava urbanitzada amb fileres de petites cases adossades que es van construir a mitjans i finals del segle xix. Històricament a l'àrea de Lower Falls hi havia diverses fàbriques de lli, que han estat enderrocades o reconvertits per d'altres usos, com la Conway Mill, que acull actualment un viver d'empreses, estudis d'art, espais comercials i el Museu d'Història Republicana d'Irlanda.

### Divis Flats
L'urbanització moderna de la zona es va desenvolupar el segle xix, i es organitzada en carrerons estrets amb petites cases adossades. Molts dels carrers van prendre els noms d'empresaris de Belfast, com John Alexander. A la dècada de 1960, els edificis s'havien deteriorat considerablement i l'Ajuntament de Belfast va projectar la demolició a gran escala de gran part de la zona. A l'àrea del carrer Divis, lels habitatges van ser substituïts pel complex Divis Flats, que consistia en dotze blocs de pisos, a la part superior del districte conegut històricament com a Pound Loney. El punt àlgid d'aquesta remodelació va ser la Torre Divis. A causa del ràpid deteriorament del complex, va ser enderrocat trenta anys més tard (amb l'excepció de la Torre Divis) i substituït per blocs d'habitatge unifamiliar.

### Esglésies

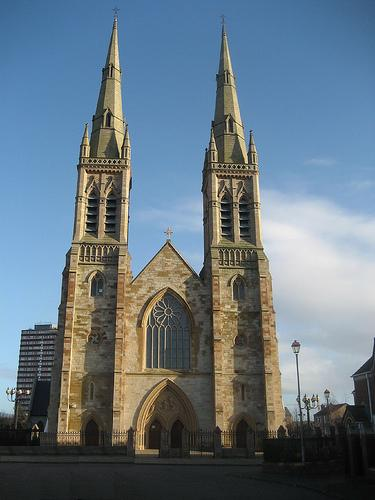
La Catedral de Sant Pere

Històricament, el districte de Falls Road ha tingut una forta tradició catòlica romana. Això es reflecteix en el nombre d'esglésies catòliques a la zona. A Lower Falls destaca la catedral de Sant Pere, ubicada a tocar del carrer Albert. Va ser originalment una església parroquial construïda per a l'expansió de la població catòlica a la zona en la dècada de 1860. Projectada pel P. Jeremiah Ryan McAulay, que s'havia format com a arquitecte abans de convertir-se en sacerdot, i construïda en un terreny donat per un forner local, Bernard Hughes. Es va convertir en l'església de la catedral per a la diòcesi Down i Connor i la seu episcopal del bisbe de Down i Connor el 1986.
Ben a prop, i a tocar del feu protestant de Shankil Road, hi ha el monestir de Clonard, de l'orde redemptorista, on durant quaranta anys realitzà la seva missió pastoral el pare Alec Reid, que va tenir un paper important en el procés de pau irlandès i intervengué també en el basc.
També hi havia diverses esglésies protestants a la zona, tot i que les congregacions van disminuir amb la construcció de les línies de pau que van separar les comunitats catòlica i protestant a finals dels anys seixanta, i algunes han estat enderrocades o se'ls ha donat un altre ús. Entre les quals hi havia l'església metodista al carrer Divis (1850-1966), projectada per Charles Lanyon i que va ser la primera seu de l'Orde d'Orange a Falls Road. A prop hi havia el molí propietat de Bernard Hughes, cremat en un incendi el 1966. També hi va haver una església presbiteriana al carrer Albert (1852-1972) on un dels ministres va ser el reverend Henry Montgomery, qui va ajudar a establir la Missió de Shankill Road el 1896. L'Església de Sant Lluc (1863-2006) al carrer Northumberland, va ser el temple de l'Església d'Irlanda a Lower Falls, i en ser tancada es va unir amb l'església de Sant Esteve a Millfield. L'església de Sant Philips (Memorial Drew) (1870-1994), a Grosvenor Road, es va fusionar amb l'Església de Sant Simó a la carretera de Donegall.

### Murals
En algunes parets de la carretera principal s'han pintat grans murals que commemmoren esdeveniments històrics i figures polítiques locals i nacionals del republicanisme irlandès. Un dels més famosos és el gran mural de Bobby Sands a la paret lateral de la seu del Sinn Féin, a la cantonada del carrer Sebastòpol. Més avall de la carretera, a la cantonada del carrer Northumberland, hi ha el que sovint s'ha anomenat el mur internacional, amb una sèrie de murals sobre personatges o moviments internacionals que han estat involucrades en diverses lluites d'alliberament. Aquests murals s'han convertit en una atracció popular per als turistes visitants.

## Middle Falls
Aquest tram està situat al districte de Beechmount, i s'estén des de la cruïlla de amb Grosvenor Road i Springfield Road fins a Whiterock Road. El districte pren el seu nom de la Beechmount House, que estava situada al cim d'un turó envoltada de faigs. Va ser l'antiga casa d'Eliza i Isabella Riddel, i actualment és la Teach Ard na bhFeáuna, seu d'una escola de gaèlic irlandès.
La carretera de Whiterock condueix als districtes de Ballymurphy i Turf Lodge. També porta a la Muntanya Negra, un dels turons amb vistes a Belfast. A l'altre costat de Falls Road, des de la carretera de Whiterock, hi ha el camí de Donegall. Aquest camí condueix a la cruïlla amb l'autopista Broadway i Westlink-M1 i després cap a Shaftesbury Square, al centre de la ciutat. A la cruïlla amb Westlink es troba la gran escultura anomenada RISE, però informalment coneguda com les boles de Falls.
En aquesta zona hi passa el riu Clowney (An Chluain en gaèlic), que és afluent del riu Blackstaff. Tots dos han estat coberts i canalitzats en gran part.
Als Middle Falls hi ha quatre hospitals que constitueixen el complex hospitalari més gran d'Irlanda del Nord: el Royal Victoria Hospital, el Royal Jubilee Maternity Service, el Royal Belfast Hospital for Sick Children (hospital infantil), i el Royal Dental Hospital. El complex és un important centre de formació per a estudiants de medicina i infermeria de la Universitat Queen's de Belfast. L'hospital original, el Royal Victoria, es va inaugurar el 1797 i es va traslladar al seu lloc actual el 1903.

## Upper Falls
Aquest tram s'estén des del Whiterock Road fins a Andersonstown Road. Com el seu nom indica, l'Andersonstown Road condueix al districte d'Andersonstown i les afores de la ciutat. A la cruïlla amb Glen Road hi havia la comissaria de la RUC d'Andersonstown, que durant els Troubles va ser una de les més atacades d'Irlanda del Nord. Va ser tancada i enderrocada el 2005. En aquesta zona també es troba el St Louise's Comprehensive College, una escola segregada per a nenes, que va arribar a tenir 2400 alumnes.
A tocar de la carretera de Whiterock hi ha una de les cinc parròquies catòliques de Falls Road, l'església de Sant Joan, establerta el 1928 a mesura que augmentava la població de l'àrea. L'església de Sant Maties es troba a Glen Road, no gaire lluny del cementiri de Milltown. Va ser originalment una església de l'Església d'Irlanda, entre 1892 a 1969, i actualment forma part de la parròquia de Santa Teresa d'Àvila, l'església principal de la qual es troba més amunt de Glen Road.

### Falls Park
El Falls Park és un parc establert el 1873, un espai recreatiu amb àmplies zones arbrades, flors i gespa. El parc disposa de camps esportius per a la pràctica d'esports gaèlics i futbol, entre d'altres. També disposa d'un gimnàs a l'aire lliure, una zona juvenil dedicada a una gran varietat d'usos i un parc de jocs. El 1924 s'hi va construir una piscina exterior, coneguda localment com The Cooler, però es va tancar el 1979. Tradicionalment, el Falls Park a acollit el concert de cloenda del Féile an Phobail, un festival cultural irlandès.

### Cementiris

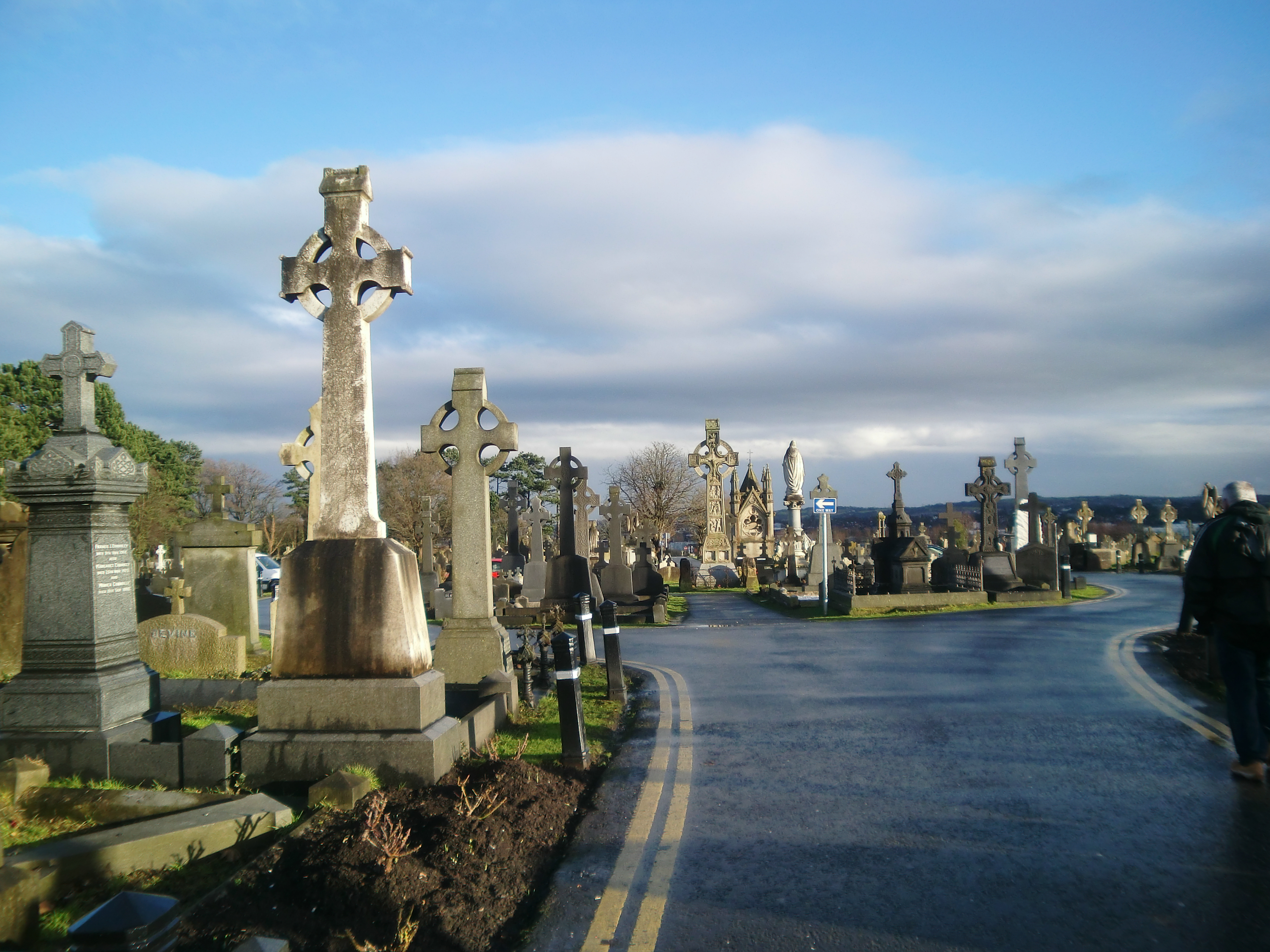
El cementiri de Milltown

A finals del segle xix, amb el ràpid augment de la població de la ciutat, hi havia una necessitat creixent de cementiris. En aquest moment, Upper Falls era una zona rural i l'ajuntament i l'Església Catòlica van decidir comprar grans espais a la zona per crear cementiris. El cementiri de la Ciutat de Belfast, que es troba al fons de la carretera de Whiterock, és un cementiri municipal inaugurat el 1869 i un dels més grans de la ciutat. A la cruïlla amb glen road, es troba el cementiri de Milltown, mantingut per l'Església Catòlica, que es va inaugurar el mateix any, i on hi ha les tombes de molts militants republicans irlandesos. A la part inferior del cementiri de Milltown es troba el Bog Meadows, una zona de preservació de la fauna local.

## Transport
Originalment hi havia un servei de tramvia que proporcionava transport públic a Falls Road, que s'havia utilitzat a finals del s.XIX, i es va substituir per troleibusos el 1938. Hi havia tres rutes al llarg de la carretera: 11 per Falls Road-Whiterock Road, 12 per Falls Road-Andersonstown Road i 13 per Falls Road-Glen Road. La ruta 77 des de la fàbrica de gas a la fàbrica d'aigua transcorria pel carrer Albert/carrer Northumberland i travessava Falls Road i la carretera de Shankill. Els troleibusos van ser substituïts per autobusos dièsel als anys seixanta. Amb l'esclat de la violència al final d'aquella dècada, el servei d'autobusos es va retirar. L'absència que van deixar els autobusos la va substituir per taxis negres tipus Hackney. Amb la fi de la violència, el servei d'autobúsos públics s'ha tornat a introduir i ampliar, que és operat per l'empresa Metro, una divisió de Translink. El 2018 es va introduir el servei d'autobusos ràpids interurbansGlider, que circula des de Poleglass a través de Falls Road-Centre Ciutat i de Newtownards Road a Dundonald. Degut a diversos incidents i atacs van fer que l'any 2020 es suspengués el seu pas per Falls Road.

## Política
Amb una població predominantment obrera, Falls Road ha tingut històricament una forta tradició socialista, i, abans de la dècada de 1970, havia estat menys nacionalista que altres àrees d'Irlanda del Nord. Encara que James Connolly va viure a Upper Falls durant un període a principis del segle xx, i va estar involucrat en l'organització dels treballadors, en aquella època la zona era considerada com un feu del Partit Parlamentari Irlandès (IPP). A les eleccions al Parlament del Regne Unit de 1918, a la circumscripció de Falls el candidat de l'IPP Joseph Devlin es va imposar a Éamon de Valera, del Sinn Féin.
El segle xx va viure una competició continua entre diverses versions del laborisme/socialisme i el republicanisme nacionalista irlandès per aconseguir el lideratge electoral a la zona. En les eleccions del 1929 al nou Parlament d'Irlanda del Nord, a la circumscripció de Falls va ser elegit el nacionalista Richard Byrne, després d'una dura campanya enfornt de William McMullen, partidari de Connolly.
A les eleccions de 1945, Harry Diamond va guanyar l'escó pel Partit Republicà Socialista. Va ocupar l'escó fins al 1969, quan va ser derrotat per Paddy Devlin en representació del Partit Laborista d'Irlanda del Nord. Devlin, un antic membre (juntament amb Diamond), de la branca de Belfast del Partit Laborista Irlandès, es va convertir en membre fundador del Partit Socialdemòcrata i Laborista el 1970.
El districte de Falls és ara un dels set barris del districte electoral de la Muntanya Negra, que elegeix set consellers per a l'Ajuntament de Belfast. El 2014 van ser elegits cinc consellers del Sinn Féin, un de l'SDLP i un del partit People Before Profit. A les eleccions al Parlament del Regne Unit, Falls Road forma part de la circumscripció del Belfast Oest. Des de la dècada de 1960, diversos polítics nacionalistes ocupen l'escó al Palau de Westminster. Paul Maskey, del Sinn Féin, va ser elegit diputat el 2011, però en línia amb la política abstencionista dels republicans, no ha ocupat el seu escó a Westminster. A les eleccions de l'Assemblea d'Irlanda del Nord de 2017, el Sinn Féin va obtenir quatre representants, per un del People Before Profit.

## Violència durant el conflicte nord-irlandès
Durant el conflicte, es van produir nombrosos atacs sectaris de lleialistes contra residents de Falls Road. Aquests atacs van augmentar durant els disturbis de 1969, quan carrers sencers de la zona de Falls Road van ser destruïts per lleialistes provinents de la zona de Shankill Road. Es van construir barricades temporals per proporcionar certa seguretat als veïns. Amb el temps, aquestes barricades van acabar convertint-se en murs de pau que encara avui separen Falls Road i Shankill. A finals dels anys seixanta, molts catòlics de tota Irlanda del Nord van iniciar una campanya pels drets civils, molts amb l'Associació de Drets Civils d'Irlanda del Nord (NICRA), protestant contra discriminació sectària en l'accés a l'habitatge i els llocs de treball, imitant conscientment la filosofia i les tàctiques dels moviments americans d'aquella època. Molts unionistes van veure el NICRA com un cavall de Troia republicà irlandès, dissenyat per desestabilitzar la Irlanda del Nord i forçar una Irlanda unida. Va ser aleshores quan es van iniciar els incidents, l'agost de 1969.
Com a resposta a l'empitjorament de la situació, el govern britànic va desplegar l'Exèrcit britànic a Falls Road. Les tropes van ser inicialment ben rebudes per molts, ja que eren percebudes com un actor neutral entre els dos bàndols. Però les tàctiques de guerra emprades pels membres de l'exèrcit, que es veia desbordat per la situació, els allunyaria definitivament de la majoria de catòlics i nacionalistes irlandesos del barri.
El 1970, Falls Road va ser l'escenari del que es va conèixer com la Batalla de Falls. Després d'una una operació de cerca i confiscació d'armes per part de l'Exèrcit britànic, joves locals van enfrontar-se als soldats britànics amb pedres i còctels molotov, i aquests van respondre amb gas Gas CS. Tres mil soldats britànics van tancar aleshores els carrers de la zona, on vivien unes 10.000 persones, i van declarar un toc de queda. Aleshores es va desencadenar un enfrontament a trets entre l'Exèrcit i les diverses faccions de l'IRA, especialment l'IRA Oficial (OIRA). Al llarg del cap de setmana, l'Exèrcit britànic va matar quatre civils catòlics. S'ha considerat aquell moment com el final del període de "lluna de mel" de l'Exèrcit britànic amb els nacionalistes irlandesos a Belfast.
Durant les tres dècades següents, l'Exèrcit britànic va mantenir una presència important a Falls Road, amb una base operativa al terrat de la Torre Divis. Aquesta va desaparèixer a l'agost del 2005 com a part del programa de normalització del Govern britànic, després de la declaració de l'IRA que posava fi a les seves activitats armades. Es deixaven enrere anys on Falls Road Abans va patir constantment la violència del conflicte. L'últim soldat britànic que va ser assassinat a Falls Road va ser Nicholas Peacock, l'any 1989.